# Gilbert Fesselet
Gilbert Fesselet (16 de abril de 1928) é um ex-futebolista suíço que atuava como defensor.

## Carreira
Gilbert Fesselet fez parte do elenco da Seleção Suíça de Futebol, na Copa do Mundo de 1954, em casa na Suíça.